# Alain Girel
Alain Girel (n. 11 august 1945, Chambéry, Savoie – d. 11 aprilie 2001, Chasselas, Saône-et-Loire, Bourgogne) a fost un ceramist francez.

## Biografie
Fiu al unor institutori, Alain Girel și-a petrecut copilăria la Montmélian în Savoie. În 1959, el și fratele său mai mic, Jean, (n. 15 ianuarie 1947) și-au instalat primul atelier în subsolul casei familiei lor. În 1962, cei doi frați au reușit să organizeze prima lor expoziție în Casa Tineretului și Culturii din Chambéry.
După bacalaureat, în 1965, el intrat la Académie du feu a sculptorului Szabo la Paris. În 1966, el și viitoarea sa soție, Mireille Dégrange, au cumpărat o casă aflată în ruină, la Valaurie, un sat abandonat în Drôme. Împreună cu soția sa, a avut două fiice, 
Lara născută în 1970 și Sylvia născută în 1971. Luându-le exemplul, și alți artiști s-au instalat în sat, unde au organizat stagii și expoziții. În 1968, Alain Girel a obținut diploma de stat de consilier de educație populară. A refuzat un post de director de casă a tineretului în regiunea pariziană și a hotărât să se consacre în întregime ceramicii și sculpturii.
După întâlnirea cu Jeanne Grandpierre, Alain Girel s-a despărțit de soția sa, apoi s-a instalat cu noua sa tovarășă la La Borne din 1974 până în 1981.
Din 1981 până în 1989, a predat la Școala de Artă din Mâcon, în secția de ceramică. În această perioadă, a cumpărat a treia sa casă de renovat la Chasselas, în viile din Mâconnais. Din 1982 până în 2001, Alain și Jeanne au trăit la Chasselas, în Bourgogne.
În 1986-1987, a fost numit responsabil de misiune într-un proiect al Ministerului Culturii din Franța. În 1988, președintele François Mitterand s-a dus la atelierul ceramistului pentru a-și alege personal piese pe care să le cumpere. Vizita aceasta s-a reînnoit de două ori.
În 1996, Alain Girel a fost ales în Consiliul de Administrație al World Craft Council Europe.
Alain Girel a decedat la 11 aprilie 2001 în urma unui cancer.

## Parcurs artistic
Începând din 1962 și până la moarte, Alain Girel a avut foarte numeroase expoziții personale  și de grup. Operele sale se găsesc în colecții publice din Franța, Belgia și în alte țări. Creațiile sale au fost achiziționate, între altele, de Hermès, o colecție de bijuterii pentru Christian Lacroix, opere pentru emirul Qatarului, etc.

### Opere în spațiul public
- 1969: Sculptură monumentală pentru satul Valaurie;
- 1969: Monument pentru primul soldat al Franței, la Réauville, împreună cu fratele său, Jean Girel;
- 1971: Sculptură monumentală pentru Chambéry;
- 1971: Decorarea sediului băncii Crédit agricole, din Saint-Étienne;
- 1994: Decorarea intersecției de la Porte des Vignobles mâconnais, Vinzelles;
- 1996: Decorarea teatrului din Andrézieux-Bouthéon;
- 2000: Sculptură din fontă la Ciry-le-Noble.

## Filme documentare despre Alain Girel
Posturile de televiziune franceze France 3 și TF1 au realizat documentare despre Alain Girel.
- Des saisons et des hommes, Michel Fresnel, France 3, 1994;
- Être heureux comme, Léo Canu, TF 1, 2000.